# Jan Burton
Jan Burton est un musicien, chanteur et producteur britannique (originaire du Pays de Galles). Membre du groupe de musique electro Syntax avec le musicien Mike Tournier. Il travaille depuis avec divers musiciens. Il est membre du groupe de rock Anglais nommé Fatal dont il est le chanteur depuis 2005.